# Il leone farfalla
Il Leone-Farfalla (titolo originale The Butterfly Lion) è un romanzo per bambini, pubblicato nel 1996, dallo scrittore inglese Michael Morpurgo. 

## Trama
Il protagonista della storia è Bertie, un bambino che vive in una riserva in Africa fin dalla più tenera età. 
Nella sua infanzia Bertie viene a contatto con la natura circostante; affascinato da tutte le creature e dalla meraviglia che lo circonda, è solito arrampicarsi sull'albero più alto della riserva così da poter vedere oltre l'orizzonte. 
Una sera, mentre era seduto su un ramo ad osservare gli animali abbeverarsi alla pozza sente dei versi, come un pianto, e impulsivamente si fionda a vedere da dove provenissero i versi: così trova un piccolo cucciolo di leone bianco, apparentemente rimasto orfano, e decide di portarlo a casa.
Inizialmente i genitori sono contrari alla sua decisione, ma dopo averne parlato tra loro decidono di tenerlo. Il leone arreca piacere a tutta la famiglia: la mamma, malata, si sente più felice e Bertie si sente meno solo.
Dopo poco tempo però la madre passerà a miglior vita, il padre così decide di vendere la riserva, di sposarsi e di trasferirsi in Inghilterra, dove il protagonista comincerà a frequentare un collegio, vendendo il piccolo leone ad un circo.
Bertie è frustrato, il piccolo leoncino gli manca molto ma continua ad affrontare le avversità e si ripromette di ritrovare il piccolo leoncino, un giorno.
In Inghilterra, fa la conoscenza di Millie, una coetanea di buona famiglia, con cui passa tutte le domeniche e le racconta della sua storia e del suo amico leoncino.
Il tempo passa e Bertie prende parte alla prima guerra mondiale in Francia, viene ferito e portato all'ospedale, dove ritrova Millie, che faceva l'infermiera, e decidono di sposarsi. Dimesso e passeggiando per le strade vedono un cartello del circo al quale era stato venduto il leoncino, oramai cresciuto. Bertie ritrova il proprietario che gli dice di aver fallito e gli era rimasto solo il leone, che Bertie ricompra. Tornano a vivere in Inghilterra.